# Municipio de Igualapa
El municipio de Igualapa es un municipio del Estado de Guerrero, México.

## Toponimia
El origen del topónimo Igualapa proviene del náhuatl "Iuhualapan" que significa "Ya llegó o ya vino al lugar donde hay agua" con el tiempo se castellanizo a Igualapa, en 1850 fue aceptado que el significado de la palabra Igualapa es el de "Río de mensajeros" pero se desconoce su origen y su etimología.

## Geografía
El municipio de Igualapa cuenta con una extensión territorial de 266.70 km², se encuentra ubicado en las coordenadas 16°44′42.3″N 98°28′34.8″O / 16.745083, -98.476333 colinda con al norte con Metlatónoc, al sur con Azoyú y Ometepec, al este con Tlacoachistlahuaca y Ometepec, al oeste con Azoyú y San Luis Acatlán.

## Población
La población registrada en el censo de población y vivienda de 2010 realizada por el INEGI fue de 10,815 habitantes de los cuales 5,290 son hombres y 5,525 son mujeres.

### Localidades
En el censo de 2020 el municipio de Igualapa contaba con 19 localidades.
| Código INEGI    | Localidad                    | Población (2020) |
| --------------- | ---------------------------- | ---------------- |
| 120360001       | Igualapa                     | 3 110            |
| 120360005       | Chacalapa                    | 1 449            |
| 120360010       | San Juan de los Llanos       | 1 041            |
| 120360002       | Acalmani                     | 807              |
| 120360024       | Chimalapa                    | 791              |
| 120360006       | Llano Grande de los Hilarios | 782              |
| 120360025       | Llano Grande de Juárez       | 754              |
| 120360009       | San José Buenavista          | 712              |
| 120360008       | La Reforma                   | 619              |
| 120360012       | La Victoria                  | 485              |
| 120360004       | La Libertad                  | 342              |
| 120360003       | Enrique Rodríguez Cruz       | 307              |
| 120360019       | El Capulín                   | 253              |
| 120360011       | Tepatahuac                   | 146              |
| 120360027       | Rancho el Arbolito           | 91               |
| 120360034       | Dos Postes                   | 40               |
| 120360018       | Boca de Talapa               | 6                |
| 120360017       | El Barrero                   | 2                |
| 120360031       | El Mango                     | 2                |
| Total municipal | Total municipal              | 11 739           |

## Economía
Las principales actividades económicas son la agricultura y la ganadería.